# الحلبية
الحلبية قرية سوريّة تتبع إداريّاً لمحافظة حلب منطقة دير حافر ناحية كويرس شرقي، بلغ تعداد سكانها 1,858 نسمة حسب التعداد السكاني لعام 2004.